# Povilas Katilius
Povilas Katilius (*  16. Februar 1935 in Mačiūnai, Rajongemeinde Prienai) ist ein  litauischer Politiker.

## Leben
Nach dem Abitur in Prienai absolvierte er 1959 das Diplomstudium als Elektroingenieur an der Fakultät für Elektrotechnik am Kauno politechnikos institutas. Ab 1957 arbeitete er in der Abteilung für Elektrifizierung am Institut für Bauprojekte der Landwirtschaft. 
Er war Mitglied von Sąjūdis, von 1990 bis 1995 Deputat im Stadtrat Kaunas, von 1992 bis 2000 Mitglied im Seimas.
Ab 1989 war er Mitglied der Lietuvos krikščionių demokratų partija (LKDP).
Er ist verheiratet. Mit Frau Birutė hat er den Sohn Antanas und die Tochter Zita.